# رخینو دلگادو
رخینو دلگادو (اسپانیایی: Regino Delgado‎; ۷ سپتامبر ۱۹۵۶ – ۲ فوریهٔ ۲۰۱۶) بازیکن فوتبال اهل کوبا بود.
وی همچنین در تیم ملی فوتبال کوبا بازی کرده‌است.